# صدقي صخر
صدقي صخر ممثل وموسيقي، ولد في القاهرة من مواليد 26 يونيو 1984.

## مشواره الفني
صدقي صخر ممثل وموسيقي. بدأ التمثيل من خلال برنامج راديو مع لبنى عبد العزيز وهو في الخامسة عشر. كان عضوًا في فرقة "الطمي" المسرحية لمؤسسها سلام يسري منذ 2003. اشترك في التمثيل بعدة افلام قصيرة وطويلة لمخرجين مثل كاملة أبو ذكري، هالة القوصي، إيمان النجار وشريف البنداري. كما لعب عدة ادوار في المسلسلات الدرامية آخرها "زي الشمس" و"الجماعة الجزء الثاني". هو أيضًا موسيقي في "مشروع كورال.
" وهو عبارة عن سلسلة من ورش الكتابة وأداء الأغنية. وهو فردًا مؤسسًا لفرقة "يسرا الهواري" الموسيقية منذ 2012 حيث يعزف على آلة الهارمونيكا.
يذكر أن أحدث أعمال الممثل صدقي صخر مشاركته في مسلسلات " أنصاف مجانين" و "وليه لأ" و «ب100 وش» و«ريڤو» و «في كل أسبوع يوم جمعة» وبطولة الفيلم القصير «لما جات عشرة» للمخرجة جايلان عوف ويعتبر الفيلم المصري الوحيد الذي شارك في مهرجان كليرمونت في دورته رقم 41 وحصل على جائزة لجنة التحكيم في مهرجان Breakthrough Film Festival في نسخته الثامنة وحصل على جائزة أفضل فيلم في مهرجان شنيت الدولي وأيضاً على جائزة أفضل فيلم في الدورة السادسة من مهرجان مصر دوت بكرة للأفلام. كما قام بالغناء والأداء الصوتي لشخصية الفارس في فيلم الرسوم المتحركة المصري الأول «الفارس والأميرة» في نسخته الإنجليزية.

## أعماله

### أفلام
نظرة للسماء | 2001
طرق الأبواب  |  2012
فيلا 69  |   2013  
لحظات انتحارية | 2015
زهرة الصبار | 2017
الحد الساعة خمسة | 2019
لما جت عشرة | 2020

### مسلسلات
الجامعة |  2011
مريم | 2015
وضع أمني | 2017
الجماعة ج 2 | 2017
30 يوم | 2017
زي الشمس | 2019
ليه لأ | 2020
في كل أسبوع يوم جمعة | 2020
ب100 وش | 2020
الفارس والأميرة (النسخة الأنجليزي) | 2020
انصاف مجانيين | 2021
ريفو | 2022
اتزان | 2022
ريفو 2 | 2023
صوت وصورة 2023
فراولة 2024
كامل العدد+1
رقم سري 2024

### موسيقى
مشروع كورال
عضو مؤسس في فرقة يسرا الهواري | عازف على آله الهارمونيكا منذ 2012

### مسرحيات
الطمي واحد والشجر الوان | 2003
المسابقة | 2005
ثورة قلق | 2006
فنتازيا اللجنة | 2008/2009
مد وجزر | 2012
Marmalade Gumdrops | 2020

## وصلات خارجية
- صدقي صخر على موقع IMDb (الإنجليزية)
- صدقي صخر على موقع الدهليز
- صدقي صخر على موقع قاعدة بيانات الأفلام العربية
- صدقي صخر على موقع قاعدة بيانات الفيلم (الإنجليزية)